# Barbara-Sophie de Brandebourg
Barbara-Sophie de Brandebourg (16 novembre 1584 – 13 février 1636), est la fille de Joachim III Frédéric de Brandebourg et de Catherine de Brandebourg-Küstrin. Elle est mariée au duc Jean-Frédéric de Wurtemberg et après sa mort, est tutrice de son fils mineur, Eberhard VII de Wurtemberg.

## Biographie
Le 5 novembre 1609, elle épouse le duc Jean-Frédéric de Wurtemberg (1582-1628), fils aîné de Frédéric Ier et de Sibylle d'Anhalt. À l'occasion de ce mariage, il rénove le palais d'Urach de Bad Urach : le Golden Hall est construit, qui est aujourd'hui l'une des plus belles salle de bal de la Renaissance, en Allemagne. Ils forment apparemment un très heureux mariage.
Son mari est mort en 1628. En 1630, elle commence une rénovation complète du château de Brackenheim, qui lui est donné comme son douaire. Le château comporte une salle d'art avec 155 peintures, à l'époque de la deuxième plus grande collection dans le Wurtemberg. La salle d'art est bien conservé jusqu'à sa mort, en dépit de la Guerre de Trente Ans qui ravage le pays autour d'elle. Lors de la rénovation de son château, elle vit au Château de Kirchheim unter Teck et de Stuttgart. Elle n'a jamais vécu à Brackenheim, malgré le fait que le château, la ville et le district faisaient partie de son douaire. Néanmoins, elle est considérée comme un bienfaiteur de la ville, en raison de son dévouement à la ville lors de la Guerre de Trente Ans et aux fondations qu'elle a fondé.
Lorsque son mari est mort, son fils Eberhard VII de Wurtemberg est encore mineur et son oncle, Louis-Frédéric de Wurtemberg est régent. Après la mort de Louis-Frédéric le 26 janvier 1631, la régence est reprise par Sophie Barbara et Jules-Frédéric de Wurtemberg-Weiltingen. Elle s'installe à Stuttgart en 1632 et devient politiquement active. Après la Bataille de Lutzen à la fin de 1632, Jules Frédéric rejoint la guerre au côté des suédois. Son objectif est de conduire les troupes ennemies hors du pays. Les conseillers et les Successions réussissent à la chasser de la régence.
Après que l'Empereur Ferdinand II ait déclaré Eberhard III majeur, il prend le gouvernement le 8 mai 1633. Il rejoint les protestants, de la ligue de Heilbronn qui subit une cuisante défaite à la Bataille de Nördlingen du 6 septembre 1634. Le Wurtemberg est saccagé et pillé. Le duc Eberhard et de toute sa cour fuient en exil à Strasbourg.
Barbara Sophie meurt à Strasbourg en 1636 et est enterrée dans l'Église collégiale de Stuttgart.

## Descendance
De son mariage, Barbara Sophia a les enfants suivants:
- Henriette (1610-1623)
- Frédéric (1612-1612)
- Antonia de Wurtemberg (1613-1679)
- Eberhard VII de Wurtemberg (1614-1674), duc de Wurtemberg, marié en 1637 à Anne-Catherine de Salm-Kyrbourg (1614-1655) et en 1656, à Marie-Dorothée-Sophie d'Oettingen-Oettingen (1639-1698)
- Frédéric de Wurtemberg-Neuenstadt (1615-1682), duc de Wurtemberg-Neuenstadt marié en 1653 avec Claire-Augusta de Brunswick-Wolfenbüttel (1632-1700)
- Ulrich de Wurtemberg-Neuenbourg (de) (1617-1671), duc de Wurtemberg-Neuenbourg, marié en 1647, à la comtesse Sophie Dorothée de Solms-Sonnewalde (1622-1648) et en 1651, à la princesse Isabelle d'Arenberg (1623-1678)
- Anne Jeanne (1619-1679)
- Sibylle (1620-1707) mariée en 1647, à Léopold-Frédéric de Wurtemberg (1624-1662)